# 1,1-Diiodethan
1,1-Diiodethan ist eine chemische Verbindung, die zu den Halogenalkanen gehört. Es ist eine Flüssigkeit mit einem Siedepunkt bei 177–179 °C und einer hohen Dichte von 2,84 g·cm−3. Es ist isomer zu 1,2-Diiodethan.

## Darstellung
1,1-Diiodethan kann aus Diazoethan und elementarem Iod hergestellt werden. Ausgangsstoff zur Herstellung des Diazoethans ist Ethylamin-hydrochlorid, das zum Nitrosoethylharnstoff umgesetzt wird.

## Eigenschaften
Der kritische Punkt von 1,1-Diiodethan liegt bei einer Temperatur von 723,89 K einem Druck von 47,83 bar und einem Volumen von 317,5 ml·mol−1. Die Verdampfungsenthalpie am Siedepunkt beträgt 40,882 kJ/mol.